# Pierre Boulez
Pierre Boulez (IPA: /pjɛʁ.buˈlɛz/), född 26 mars 1925 i Montbrison i Loire, död 5 januari 2016 i Baden-Baden i Tyskland, var en fransk dirigent och tonsättare.

## Biografi
Boulez började studera matematik i Lyon innan han övergick till musikaliska studier vid Pariskonservatoriet för Olivier Messiaen och Andrée Vaurabourg (Arthur Honeggers hustru). Han studerade tolvtonsteknik för René Leibowitz och började komponera atonal musik i en post-Webern-serialism, till stor del influerad av Messiaen. Han serialiserade inte bara toner men dessutom tonlängder, dynamik, accenter, och så vidare. Denna teknik blev känd som total serialism. Han blev en av de filosofiska ledargestalterna efter kriget inom konsten att komponera mer abstrakt och experimentell musik. Boulez och hans kolleger som Karlheinz Stockhausen, Luigi Nono, Luciano Berio samt Karel Goeyvaerts betonade alltid behovet av denna riktning. Tonsättarna i Darmstadt skapade en stil som för en tid existerade som en motgift till musik av nationalistiska drag; en internationell, dessutom kosmopolitisk stil som inte kunde användas som propaganda på det sättet nazisterna använde till exempel Wagners musik.
Ett av skälen till att Boulez ansågs som en spjutspets för efterkrigstiden var det vältaliga, perceptuella och vittgående sätt han beskrev sin egen estetik. Hans akademiska artiklar var nästan ett forum för provokation av dem som förstod vad han hade att säga. Dessa skrifter har idag återutgivits under titlarna "Notes of an Apprenticeship", "Orientations: Collected Writings", och "Boulez on Music Today", liksom nytryck av Darmstadtkompositörernas tidskrift "die Reihe".
Hans verk inrymmer vokala och instrumentala verk som Le marteau sans maître (efter René Chars poesi) för ensemble och röst, Pli selon pli (efter text av Stéphane Mallarmé) för orkester och röst och Rituel: In Memoriam Bruno Maderna för åtta orkestergrupper. I Pierre Schaeffers och Edgar Varèses fotspår gjorde Boulez pionjära insatser inom elektronisk musik och datormusik. Ett av hans stora elektroniska verk är Répons, för orkester och elektronik. Från 1950-talen experimenterade han med aleatorisk musik (användning av slumpmetod), och höll en korrespondens med den amerikanske tonsättarkollegan John Cage, som var intresserad av slumpen, dock inte utifrån samma utgångspunkter.
Boulez reviderar ofta sina verk: den sista av hans tre pianosonater är ett "öppet" verk som kontinuerligt har reviderats sedan uruppförandet i Darmstadt 1957 (endast två av fem satser har utgivits), och ...explosante-fixe..., i själva verket en flöjtkonsert med elektronik, komponerades första gången på 1970-talet och reviderades helt och hållet på 1990-talet.
År 1970 bad president Georges Pompidou Boulez att skapa och leda en institution för utforskning och utveckling av modern musik som blev till IRCAM. Han var ledare för IRCAM åren 1977 till 1992. 2004 innehar han ett kontor vid IRCAM. Han skapade därmed också Ensemble InterContemporain ensemble för ny musik som var knuten till institutionen idag numera spelar vid Cité de la Musique.
Från 1976 till 1995 innehade Boulez professuren i "Invention, technique et langage en musique" vid det prestigefyllda universitetet Collège de France i Paris.
Boulez var också en betydande dirigent, speciellt för banbrytande verk från 1900-talets första hälft, till exempel verk av Claude Debussy, Gustav Mahler, Arnold Schönberg, Igor Stravinskij, Béla Bartók, Anton Webern och Edgar Varèse. Han har också dirigerat verk av tidigare tonsättare som Ludwig van Beethoven och Richard Wagner. Han var chefsdirigent för New Yorks filharmoniker från 1971 till1977 samt för BBCs symfoniorkester i London från 1971 till 1975. Han var "Conductor Emeritus" vid Chicagos symfoniorkester.
Boulez använde aldrig taktpinne och hans tolkningar kännetecknas av rytmisk precision, klanglig klarhet och trohet mot tonsättarens intentioner.

## Priser och utmärkelser (urval)
- 1965 – Utländsk ledamot nr 344 av Kungliga Musikaliska Akademien
- 1983 – Österreichisches Ehrenzeichen für Wissenschaft und Kunst
- 1985 – Léonie Sonnings musikpris
- 1990 –  Förbundsrepubliken Tysklands förtjänstorden
- 1992 – Theodor-W.-Adorno-Preis
- 1996 – Polarpriset
- 1996 – Berliner Kunstpreis
- 1989 – Praemium Imperiale
- 2000 – Wolfpriset i konst
- 2001 –  Storkorset av Jakobs Svärdsorden
- 2002 – Glenn Gould Prize
- 2009 – Kyotopriset
- 2010 – Edison Award
- 2011 – Giga-Hertz-Preis
- Asteroiden 13602 Pierreboulez[2]

## Verk (urval)
- Pianosonat nr 1 (1946)
- Pianosonat nr 2 (1947–48)
- Polyphonie X (1951)
- Structures, Livres I et II (2 pianon, 1952)
- Le marteau sans maître (alt, altflöjt, gitarr, vibrafon, xylorimba, slagverk och viola, 1953–55)
- Pianosonat nr 3 (1955–...) (Ofullbordad, endast två av fem satser har publicerats)
- Pli selon pli (sopran och orkester, 1957–62)
- Domaines (klarinett solo, 1968–69)
- Domaines (klarinett och ensemble, 1968–69)
- cummings ist der Dichter (för kör och ensemble, 1970)
- Rituel: In Memoriam Bruno Maderna (orkester, 1974–75)
- Messagesquisse (sju celli, 1976–77)
- Notations (pianoversion 1945, orkesterversion 1978–...)
- Répons (två pianon, harpa, vibrafon, glockenspiel, cimbalom, orkester och elektronik, 1980–84)
- Le visage nuptial (sopran, alt, damkör och orkester, 1951–89)
- ...explosante-fixe... (flöjt solo, ensemble och elektronik, första version 1972–74, andra version 1991–93)
- Sur Incises (3 pianon, 3 harpor och 3 slagverksinstrument, 1996–98)
- Anthèmes 2 (violin och elektronik, 1998)